# Otiorhynchus longiventris
Otiorhynchus longiventris — вид долгоносиков-скосарей из подсемейства Entiminae.

## Описание
Жук длиной 7,5-10 мм. Окраска тела чёрная, слабо блестящая. Задняя половина надкрылий с мелкими пятнышками из зеленовато-серых чешуек.. Пинка головотрубки узкая, с параллельными или слегка сходящимися вперёд ямками. Глаза сильно, почти шаровидно выпуклые. Передние голени самцов в вершинной трети изогнуты внутрь. Скульптура надкрылий неравномерная, нечётные промежутки несут более крупные зёрнышки, особенно на заднем скате.